# 慕容曦轮
慕容曦轮（707年—749年），名轮，字曦轮，吐谷浑王族，唐代吐谷浑末代首领诺曷钵的曾孙。
慕容曦轮的祖父是慕容忠，父亲是慕容宣超，兄弟慕容曦光、慕容曦皓、慕容相。开元七年（719年），担任左武卫郎将并閤门府都督，借紫金魚袋；开元二十二年（734年），转任左武卫中郎将。开元二十七年（739年），封为乌地野拔勤豆可汗，兼安乐州都督。天宝元年（742年）因为和王忠嗣不合，贬为播川郡牂柯镇将，天宝八载（749年），转任房陵郡志成府别将，同年八月十七，在房陵郡宾馆去世，归葬长安。

## 子
慕容政。